# Pergalumna australis
Pergalumna australis är en kvalsterart som först beskrevs av Pérez-Íñigo och Baggio 1980.  Pergalumna australis ingår i släktet Pergalumna och familjen Galumnidae. Inga underarter finns listade i Catalogue of Life.